# Río Kelvin
El Kelvin es el segundo río de Glasgow tras el río Clyde. Fluye junto al Jardín Botánico, la Universidad de Glasgow, el Kelvingrove Park, y el Kelvingrove Art Gallery and Museum. En referencia a este río William Thomson se convirtió en Barón de Kelvin por la reina Victoria. Y en honor del físico, se llamó a la Escala absoluta de temperaturas como Escala Kelvin. También, en su honor se llamó kelvin a la unidad de la temperatura termodinámica, https://web.archive.org/web/20181223053741/https://www.bipm.org/en/measurement-units/
- Datos: Q183161
- Multimedia: River Kelvin / Q183161